# Time to live
Temps de Vida o time to live (TTL) és un mecanisme que limita la vida útil de les dades en una xarxa o un ordinador. El TTL es pot implementar com un comptador o un segell de temps adjunt a les dades. Un cop hagi transcorregut el temps prescrit pel comptador o el segell, la dada es descartada o revalidada. En xarxes de computadors, el TTL evita que un paquet de dades circuli indefinidament en una xarxa. Habitualment s'utilitza per millorar el rendiment de les aplicacions i per gestionar el temps de la memòria cau d'una dada.
En xarxes de computadors el concepte és utilitzat per a indicar per quants nodes pot passar un paquet abans de ser descartat per la xarxa o tornar al seu origen.
En el protocol IP, aquesta informació s'emmagatzema en un camp de 8 bits. El valor òptim per a aprofitar el rendiment a Internet és de 128.